# Bishops Sutton
Bishops Sutton is een civil parish in het bestuurlijke gebied Winchester, in het Engelse graafschap Hampshire met 463 inwoners.